# Puy-Saint-André
Puy-Saint-André är en kommun i departementet Hautes-Alpes i regionen Provence-Alpes-Côte d'Azur i sydöstra Frankrike. Kommunen ligger  i kantonen Briançon-Sud som ligger i arrondissementet Briançon. År 2022 hade Puy-Saint-André 471 invånare.

## Befolkningsutveckling
Antalet invånare i kommunen Puy-Saint-André
Referens:INSEE